# Maliq Herri
Maliq Herri (ur. 27 października 1923 w Tiranie, zm. 30 marca 2004 w Tiranie) – albański śpiewak operowy (tenor). 

## Życiorys
Pochodził z rodziny muzycznej - jego dwaj starsi bracia śpiewali w chórze. Talent wokalny Maliq ujawnił już w czasie nauki w szkole. Jako solista zaprezentował się publicznie, występując w 1939 w Radiu Tirana, wraz z chórem, kierowanym przez Pjetera Dungę. W latach 1940–1945 kształcił swój głos pod kierunkiem Tefty Tashko. Działał w ruchu oporu, w 1944 występował jako solista chóru partyzanckiego, pod kierunkiem Kostandina Trako. Po wyzwoleniu Albanii odbywał służbę wojskową w Chórze Armii Albańskiej, występując jako solista. W tym czasie śpiewał głównie pieśni partyzanckie i pieśni ludowe.
W 1947, po zakończeniu służby wojskowej otrzymał stypendium, które umożliwiło mu podjęcie nauki w konserwatorium w Zagrzebiu. Studia przerwał w 1948, kiedy doszło do zerwania stosunków dyplomatycznych między Albanią i Jugosławią. Kontynuował je w Konserwatorium Moskiewskim, w latach 1948-1953. W czasie studiów występował w moskiewskiej Filharmonii. Po powrocie do kraju został solistą Filharmonii Tirańskiej, a wkrótce potem Teatru Opery i Baletu. Na scenie operowej w Albanii debiutował rolą księcia w operze Rusałka Aleksandra Dargomyżskiego. Wystąpił także w pierwszych operach albańskich - Mrika i Agimi.
W 1956, kiedy miała miejsce albańska premiera Traviaty, wystąpił w niej, w roli Alfreda.
W czasie swojej kariery scenicznej zagrał w 80 inscenizacjach. Wystąpił także z serią koncertów w Chinach. Przez kilkadziesiąt lat uczył śpiewu w liceum artystycznym Jordan Misja w Tiranie.